# Heutrégiville
Heutrégiville és un municipi francès, situat al departament del Marne i a la regió del Gran Est. L'any 2007 tenia 389 habitants.

## Demografia

### Població
El 2007 la població de fet de Heutrégiville era de 389 persones. Hi havia 141 famílies, de les quals 22 eren unipersonals (15 homes vivint sols i 7 dones vivint soles), 45 parelles sense fills, 67 parelles amb fills i 7 famílies monoparentals amb fills.
La població ha evolucionat segons el següent gràfic:
Habitants censats

### Habitatges
El 2007 hi havia 161 habitatges, 145 eren l'habitatge principal de la família, 5 eren segones residències i 10 estaven desocupats. 160 eren cases i 1 era un apartament. Dels 145 habitatges principals, 111 estaven ocupats pels seus propietaris, 32 estaven llogats i ocupats pels llogaters i 3 estaven cedits a títol gratuït; 4 tenien dues cambres, 14 en tenien tres, 28 en tenien quatre i 99 en tenien cinc o més. 117 habitatges disposaven pel capbaix d'una plaça de pàrquing. A 55 habitatges hi havia un automòbil i a 83 n'hi havia dos o més.

### Piràmide de població
La piràmide de població per edats i sexe el 2009 era:
| Homes | Edats   | Dones |
| ----- | ------- | ----- |
| 0     | 95 o +  | 0     |
| 0     | 90 a 94 | 4     |
| 0     | 85 a 89 | 4     |
| 0     | 80 a 84 | 4     |
| 0     | 75 a 79 | 0     |
| 0     | 70 a 74 | 4     |
| 8     | 65 a 69 | 8     |
| 16    | 60 a 64 | 8     |
| 0     | 55 a 59 | 8     |
| 8     | 50 a 54 | 8     |
| 24    | 45 a 49 | 12    |
| 16    | 40 a 44 | 16    |
| 12    | 35 a 39 | 12    |
| 28    | 30 a 34 | 28    |
| 12    | 25 a 29 | 16    |
| 8     | 20 a 24 | 4     |
| 12    | 15 a 19 | 20    |
| 4     | 10 a 14 | 24    |
| 64    | 5 a 9   | 16    |
| 16    | 0 a 4   | 28    |

## Economia
El 2007 la població en edat de treballar era de 262 persones, 196 eren actives i 66 eren inactives. De les 196 persones actives 183 estaven ocupades (101 homes i 82 dones) i 13 estaven aturades (6 homes i 7 dones). De les 66 persones inactives 19 estaven jubilades, 25 estaven estudiant i 22 estaven classificades com a «altres inactius».

### Ingressos
El 2009 a Heutrégiville hi havia 154 unitats fiscals que integraven 423 persones, la mediana anual d'ingressos fiscals per persona era de 22.225 €.

### Activitats econòmiques
Dels 16 establiments que hi havia el 2007, 1 era d'una empresa extractiva, 1 d'una empresa alimentària, 1 d'una empresa de fabricació de material elèctric, 5 d'empreses de construcció, 1 d'una empresa de comerç i reparació d'automòbils, 4 d'empreses de transport, 1 d'una empresa financera, 1 d'una entitat de l'administració pública i 1 d'una empresa classificada com a «altres activitats de serveis».
Dels 3 establiments de servei als particulars que hi havia el 2009, 2 eren paletes i 1 guixaire pintor.
L'any 2000 a Heutrégiville hi havia 14 explotacions agrícoles que ocupaven un total de 1.111 hectàrees.

## Equipaments sanitaris i escolars
El 2009 hi havia una escola maternal.

## Poblacions més properes
El següent diagrama mostra les poblacions més properes.